# Dagobert Cahannes
Dagobert Cahannes (* 11. November 1950) ist ein Schweizer Sportreporter und ein Stadionsprecher. Seit vielen Jahren ist der in Grenchen wohnhafte Cahannes die Stimme zahlreicher nationaler und internationaler Sportanlässe wie dem FIS-Lauberhornrennen, der Eidgenössischen Schwing- und Älplerfeste, dem CSI Zürich und mehrerer Alpiner Skiweltmeisterschaften.

## Tätigkeit als Speaker
Cahannes begann seine Tätigkeit als Speaker in den frühen 1970er Jahren. Er absolvierte einen Speakerkurs bei Karl Erb (damaliger Sportreporter beim Schweizer Fernsehen). Kurz danach hatte er seinen ersten Einsatz in Grenchen bei einem Kunstturnerinnen-Länderkampf zwischen der Schweiz und Belgien. Es folgten viele weitere Sportanlässe, wobei sich Cahannes mit der Zeit zunehmend auf Pferdesport, Skirennen, Fussball und Schwingen konzentrierte.
Er war Stadionsprecher beim FC Grenchen und beim Uhrencup. Später war er Stadionsprecher des Schweizerischen Fussballverbandes bei allen in der Schweiz ausgetragenen Fussball-Länderspielen. Er war Ausbildner der Stadionsprecher bei Spielen der Fussball-Europameisterschaft 2008 in der Schweiz. Das Kommentieren von Fussballspielen hat er 2009 aufgegeben.
Auch den Engadin Skimarathon begleitet Cahannes seit mehreren Jahren als Speaker. Bei den Skiweltmeisterschaften 2003 in St. Moritz war er Chefspeaker, bei den Skiweltmeisterschaften 2011 in Garmisch-Partenkirchen war er einer der Speaker im Zielraum.
Dagobert Cahannes hat um das Jahr 2009 begonnen, die Zahl seiner freiberuflichen Engagements zu reduzieren. Heute noch ist er Speaker des Pferdesportevents CSI-W Zürich (seit 1987), der Internationalen Lauberhornrennen von Wengen und der Eidgenössischen Schwing- und Älplerfeste (seit 1992).

## Tätigkeit bei Radio und Fernsehen
1979 begann Dagobert Cahannes als freier Mitarbeiter im Ressort Sport beim Schweizer Radio DRS und beim Schweizer Fernsehen. Im Sommer 2000 war er für das Schweizer Fernsehen als Reporter und TV-Livekommentator bei den Olympischen Spielen in Sydney im Einsatz und berichtete dort über Dressurreiten, Judo und Ringen. Ende 2015 beendete er seine Tätigkeit bei der SRG und trat in den Ruhestand.
In den Achtzigerjahren hatte Dagobert Cahannes beim Bieler Lokalradio Canal 3 seine eigene Talkshow namens Grenchner Rendez-Vous, die jeweils sonntagmorgens live ausgestrahlt wurde. 2011 erhielt er – als 17. Preisträger – den Grenchner Kulturpreis "Chappeltüfel 2011" verliehen. Damit werden Grenchner "Originale" ausgezeichnet. 

## Hauptberuf
Seine Tätigkeiten als Reporter und Speaker betreibt Cahannes seit jeher nebenbei. Hauptberuflich ist er Kommunikationsberater. Er war unter anderem Kommunikationschef für die Zeitmessungsfirma Swiss Timing und den Sportartikelhersteller Puma, IBM sowie Sprecher der Schweizer Pharmahersteller Sandoz und Novartis.
Von 1997 bis Ende 2015 war Dagobert Cahannes Medienbeauftragter des Regierungsrates des Kantons Solothurn. Zudem war er von 2005 bis 2013 Präsident der Schweizerischen Informationskonferenz öffentlicher Verwaltungen (SIKOV). Ende 2015 trat in den Ruhestand.